# Sankt Hansskolan

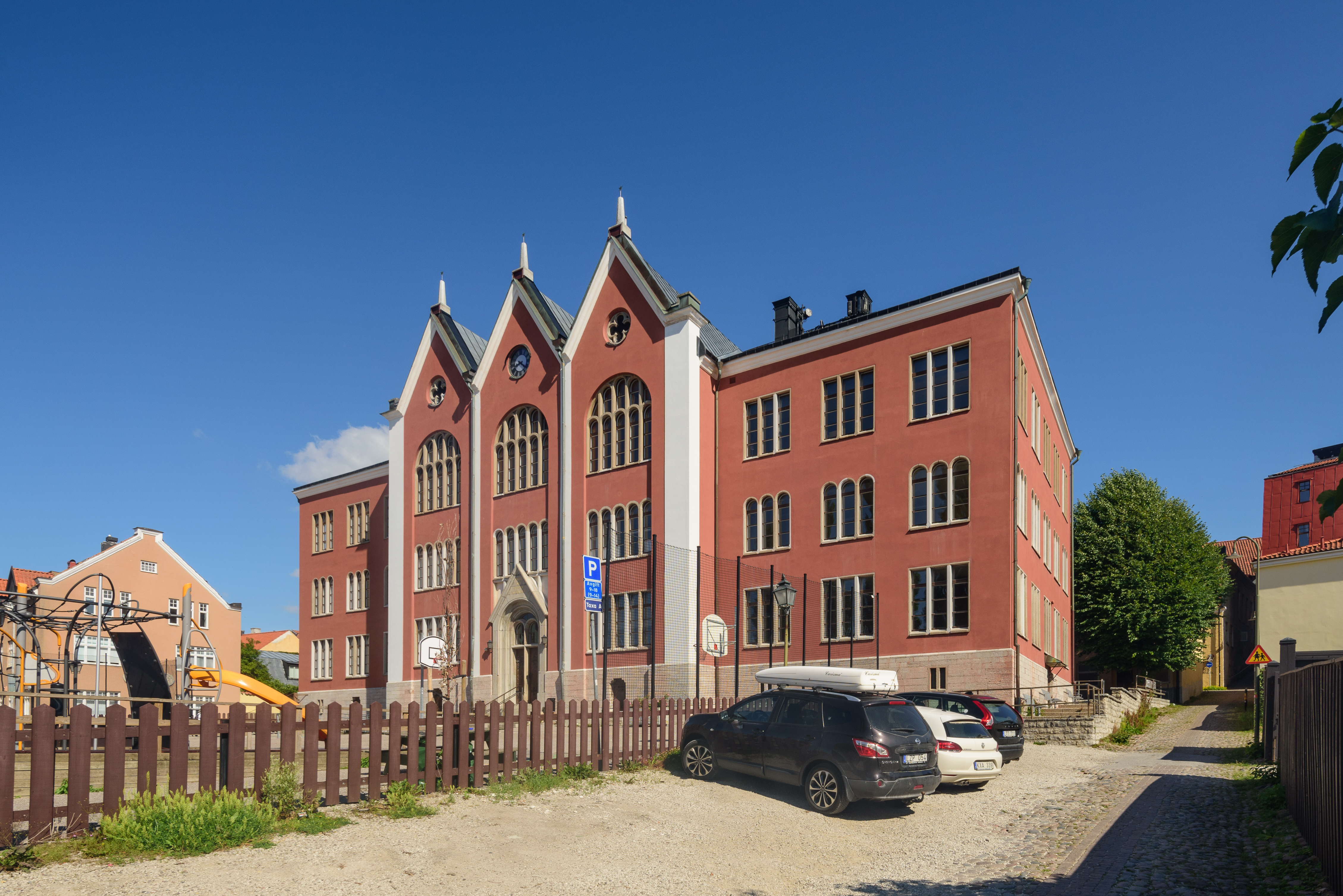
Sankt Hansskolan 2018

Sankt Hansskolan är en skolbyggnad på Sankt Hansgatan 32 i Visby.
Byggnaden ritades 1854 av Fredrik Wilhelm Scholander som ny skolbyggnad för i samband med att gymnasiet som inträttats 1819-20 sammanslogs med lärdoms- och apologistskolan. 1859 stod byggnaden klar, ursprungligen i två våningar. Senare lyftes taket och en tredje våning byggdes på. 1863 kompletterades läroverket med en gymnastikbyggnad, ritad av Gustaf Dahl. Gymnastikbyggnaden ansågs dock i slutet av 1930-talet som uttjänt, och ersattes på 1940-talet av en ny, ritad 1939 av arkitekterna Nils Ahrbom och Helge Zimdal.
Fram till slutet av 1960-talet användes byggnaden av Visby högre allmänna läroverk. 